# Mohamed Ben Músza
Mohamed Ali Ben Músza (arabul: محمد علي موسى); Tunisz, 1954. április 5. –) tunéziai válogatott labdarúgó.

## Pályafutása

### Klubcsapatban
1973 és 1985 között a Club Africain csapatában játszott. Háromszoros tunéziai bajnok és egyszeres kupagyőztes. 

### A válogatottban
1974 és 1978 között 4 alkalommal szerepelt a tunéziai válogatottban és 1 gólt szerzett. Részt vett az 1978-as világbajnokságon, de egyetlen csoportmérkőzésen sem lépett pályára.

## Sikerei, díjai
Club Africain
- Tunéziai bajnok (3): 1973–74, 1978–79, 1979–80